# Răstoaca, Bacău
Răstoaca este un sat în comuna Răcăciuni din județul Bacău, Moldova, România.